# Mistrovství světa v malém fotbale žen FIF7 2018
Mistrovství světa v malém fotbale žen FIF7 2018 bylo 1. ročníkem Mistrovství světa v malém fotbale žen FIF7 a konalo se v brazilském městě Curitiba v období od 11. do 15. prosince 2018. Účastnilo se ho 7 týmů, které byly rozděleny do dvou skupin, do jedné po 4 do druhé po 3. Ze skupiny pak postoupil první a druhý celek do vyřazovací fáze. Vyřazovací fáze zahrnovala 4 zápasy. Ve finále zvítězily reprezentantky Brazílie, které porazily výběr Kolumbie 2:1 po penaltách.

## Stadion
Turnaj se hrál na jednom stadionu v jednom hostitelském městě: Positivo University (Curitiba).

## Skupinová fáze
Čas každého zápasu je uveden v lokálním čase.
| Vysvětlivky                     |
| ------------------------------- |
| Tým postupující do semifinále   |
| Vítěz zápasu je tučně zvýrazněn |

### Skupina A
| Tým       | Z | V | R | P | VG | IG | +/− | B |
| --------- | - | - | - | - | -- | -- | --- | - |
| Brazílie  | 3 | 3 | 0 | 0 | 30 | 2  | +28 | 9 |
| Argentina | 3 | 2 | 0 | 1 | 15 | 14 | +1  | 6 |
| Chile     | 3 | 1 | 0 | 2 | 10 | 16 | −6  | 3 |
| Uruguay   | 3 | 0 | 0 | 3 | 1  | 24 | −23 | 0 |

| 11. prosince 2018 20:00 |       |           |                               |
| Chile                   | 5 : 7 | Argentina | Positivo University, Curitiba |
|                         |       |           | Positivo University, Curitiba |

| 11. prosince 2018 22:30 |        |         |                               |
| Brazílie | 13 : 0 | Uruguay | Positivo University, Curitiba |
| Marina Hoherová 3', 26' Fernanda 5', 32', 33' Raquel 9', 40' Taninha 13' Denise 23' Adriana 25+1' Daniela Becková 25+1', 45' Bruna 46' |        |         | Positivo University, Curitiba |

| 12. prosince 2018 20:00                                                          |       |                       |                               |
| Brazílie                                                                         | 9 : 1 | Chile                 | Positivo University, Curitiba |
| ?' Fernanda 19' Marina Hoherová 22' Laissa 23' Aninha 27' Tatiely 38' Camila 48' |       | Andrea Bascuñanová ?' | Positivo University, Curitiba |

| 12. prosince 2018 22:30 |       |         |                               |
| Argentina               | 7 : 1 | Uruguay | Positivo University, Curitiba |
|                         |       |         | Positivo University, Curitiba |

| 13. prosince 2018 16:15                                                                     |       |         |                               |
| Chile                                                                                       | 4 : 0 | Uruguay | Positivo University, Curitiba |
| Alejandra Torová 15' Gabriela Saavedra 24' Valentina Martinézová 43' Solange Muñozová 50+2' |       |         | Positivo University, Curitiba |

| 13. prosince 2018 20:00 |       |                                                                                                 |                               |
| Argentina               | 1 : 8 | Brazílie                                                                                        | Positivo University, Curitiba |
| ? 38'                   |       | Fernanda 12', 32' Aninha 15', 28' Raquel 19' Rayane 25' Marina Hoherová 26' Maria Thereza 50+1' | Positivo University, Curitiba |

### Skupina B
| Tým       | Z | V | R | P | VG | IG | +/− | B |
| --------- | - | - | - | - | -- | -- | --- | - |
| Kolumbie  | 2 | 2 | 0 | 0 | 13 | 2  | +11 | 6 |
| Mexiko    | 2 | 1 | 0 | 1 | 10 | 6  | +4  | 3 |
| Španělsko | 2 | 0 | 0 | 2 | 1  | 16 | −15 | 0 |

| 11. prosince 2018 10:00 |       |          |                               |
| Španělsko               | 0 : 8 | Kolumbie | Positivo University, Curitiba |
|                         |       |          | Positivo University, Curitiba |

| 12. prosince 2018 11:15 |       |           |                               |
| Mexiko                  | 8 : 1 | Španělsko | Positivo University, Curitiba |
|                         |       |           | Positivo University, Curitiba |

| 13. prosince 2018 12:30 |       |        |                               |
| Kolumbie                | 5 : 2 | Mexiko | Positivo University, Curitiba |
|                         |       |        | Positivo University, Curitiba |

## Vyřazovací fáze
|  | Semifinále | Semifinále | Semifinále |  |  | Finále      | Finále          | Finále      |
|  |            |            |            |  |  |             |                 |             |
|  |            | Kolumbie   | 7          |  |  |             |                 |             |
|  |            | Argentina  | 1          |  |  |             |                 |             |
|  |            |            |            |  |  |             | Brazílie (pen.) | 1 (1)       |
|  |            |            |            |  |  |             | Kolumbie        | 1 (0)       |
|  |            | Brazílie   | 7          |  |  |             |                 |             |
|  |            | Mexiko     | 2          |  |  | Třetí místo | Třetí místo     | Třetí místo |
|  |            |            |            |  |  |             | Mexiko          | 5           |
|  |            |            |            |  |  |             | Argentina       | 3           |

#### Semifinále
| 14. prosince 2018 19:00 |       |           |                               |
| Kolumbie                | 7 : 1 | Argentina | Positivo University, Curitiba |
|                         |       |           | Positivo University, Curitiba |

| 14. prosince 2018 20:00                                                    |       |                         |                               |
| Brazílie                                                                   | 7 : 2 | Mexiko                  | Positivo University, Curitiba |
| Aninha 7', 34' Marina Hoherová 11', 30' Taninha 18' Rayane 37' Adriana 50' |       | Mayra Vázquezová 39' ?' | Positivo University, Curitiba |

#### O 3. místo
| 15. prosince 2018 12:45 |       |           |                               |
| Mexiko                  | 5 : 3 | Argentina | Positivo University, Curitiba |
|                         |       |           | Positivo University, Curitiba |

#### Finále
| 15. prosince 2018 15:30 |       |                 |                               |
| Brazílie                | 1 : 1 | Kolumbie        | Positivo University, Curitiba |
| Aninha 9'               |       | Jenny Souza 19' | Positivo University, Curitiba |

|                                                      |       | Penaltový rozstřel                                               |  |
| Marina Hoherová Dani Becková Tatiane Fernanda Aninha | 2 : 0 | Paula Sánchézová Valbuena Jenny Souza Natalia Riverosová Fonseca |  |